# CR大海物語2
『CR大海物語2』（シーアールおおうみものがたりツー、英: Great Sea Story 2）は、2012年4月2日に三洋物産から発売されたデジパチタイプのパチンコ。

## 機種一覧
| 名称                             | 発売          |
| -------------------------------- | ------------- |
| CR大海物語2 MTE                  | 2012年4月2日  |
| CR大海物語2 LTK                  | 2012年7月2日  |
| CR大海物語2 MTL                  | 2012年7月2日  |
| CRA大海物語2 With アグネス・ラム | 2012年7月30日 |

## 概要
『CR大海物語スペシャル』の後継機。大海物語シリーズの3作目
。『CR大海物語2 MTE』（348バージョン）、『CR大海物語2 LTK』（378バージョン）、『CR大海物語2 MTL』（309バージョン）の3スペックが発売された。海物語シリーズ初のタッチセンサーが搭載されている。従来の3つのステージに加え、さらに3つのエクストラステージを追加して6つのステージが搭載されている。本機種で5代目ミスマリンちゃんがデビューした。
2012年7月には遊パチタイプの『CRA大海物語2 With アグネス・ラム』が発売された。『CR大海物語スペシャル』と同様、アグネス・ラムがタイアップキャラクターに採用されている。

## 図柄
奇数図柄がSUPER LUCKY、偶数図柄がLUCKYと表示される。ミドルタイプでは、奇数図柄が確変大当たり、偶数図柄が通常大当たり（確変昇格の場合あり）となっている。遊パチタイプでは奇数図柄の方がラウンド数と時短回数が多い。その他図柄に関しては各項目を参照。
- 1. タコ
- 2. ハリセンボン
- 3. カメ
- 4. サメ
- 5. エビ
- 6. アンコウ
- 7. シュゴン
- 8. エンゼルフィッシュ
- 9. カニ
- 裏4. サメ
- キングクジラッキー

マックスラウンド大当たりとなり、大当たりラウンド終了後は100回の電チューサポートに突入する。GREAT LUCKYと表示される。

### 大当たり表示とラウンド数
| 型式 | SUPER LUCKY | LUCKY   |
| ---- | ----------- | ------- |
| MTE  | 15R確変     | 15R通常 |
| LTK  | 15R確変     | 15R通常 |
| MTL  | 15R確変     | 13R通常 |
| SAA  | 15R 6R      | 4R      |

## ステージ解説
ラグーンステージ
シンプルなステージ。
アトランティスステージ
ボタンを使用した演出が楽しめるステージ。
トレジャーステージ
ステップアップ予告が搭載されたステージ。ただし一般的なステップアップ予告とは異なり、リーチ後に発生する。
エクストララグーンステージ
ボタン及びタッチセンサー、一発告知がない（タッチチャンス、ラブリーチャンスを除く）完全シンプル演出のステージ。
エクストラアトランティスステージ
大当たり時に一発告知が必ず発生するステージ。
エクストラトレジャーステージ
伝統のステップアップ予告が搭載されたステージ。タッチセンサーは使わない。

## 予告演出
予告なし
リーチ成立直後に演出が起こらないこと。ノーマルリーチ発展濃厚となる。
泡予告
リーチ成立直後に画面下部から泡が発生する演出。スーパーリーチに発展する可能性がある。
大泡予告
ラグーンステージ専用演出。
リーチ成立直後に画面下部から通常よりも大きな泡が発生する演出。ノーマルリーチ発展濃厚となり、大当たりまたは半コマズレのハズレとなる（半コマズレ停止でも再始動する場合がある）。スーパーリーチに発展した場合は、法則崩れにより大当たり濃厚となる。
魚群予告
リーチ成立直後に画面右側から魚群が通過する演出。期待度が高い演出であり、スーパーリーチ発展濃厚となる。ノーマルリーチに発展した場合は、法則崩れにより大当たり濃厚となる。ミドルタイプの確変中に発生して大当たりした場合は確変大当たり濃厚となる。
イルカ予告
アトランティスステージ専用演出。
リーチ成立直後にイルカが画面に出現する演出。スーパーリーチに発展する可能性がある。イルカの代わりにシャチが通過した場合はスーパーリーチ発展濃厚となる。クジラまたはピンクイルカが通過した場合は大当たり濃厚となる。イルカが画面に現れた際にボタンを押すと、イルカが助走なしで画面から消える場合がある。その際は大泡予告相当であり、ノーマルリーチ発展濃厚となり大当たりまたは半コマズレのハズレとなる（半コマズレ停止でも再始動する場合もある）。
ステップアップ予告
トレジャーステージ専用演出。
リーチ成立時に4段階のステップが発生する演出。
ステップ1はリーチ成立時に泡音が鳴る。滑り予告場合、滑ると同時に泡音が発生する。泡音が発生せずにリーチが掛かった場合は大泡予告相当となり、ノーマルリーチ発展濃厚となり大当たりまたは半コマズレのハズレとなる（半コマズレ停止でも再始動する場合もある）。
ステップ2はリーチ成立直後に泡が発生する。泡が発生しなかった場合はノーマルリーチ濃厚となる。
ステップ3はステップ2の泡演出の直後にクラゲが発生する。ステップ3が発生した時点でスーパーリーチ発展濃厚となる。赤いクラゲが出現すれば大当たり濃厚となる。
ステップ4はスーパーリーチ発展時に画面タッチを促される。画面をタッチするとクラゲまたは魚群が出現する。魚群が出現すれば期待度が高くなる。赤いクラゲが出現すれば大当たり濃厚となる。エクストラトレジャーステージでは画面タッチを促されることはなく、スーパーリーチに発展した時点で魚群が出現する。何も出現しない場合もある。
滑り予告
下段図柄が効果音とともに半コマ進みあるいは半コマ戻ってリーチがかかる演出。
連続滑り予告
保留内で2回転続いて滑り予告が発生する演出。2回目の滑り予告が発生した時点でその変動での大当たりが濃厚となる。
ボタン硬化予告
ボタンが押しにくくなる演出。様々なタイミングで発生する。

## 保留先読み予告
泡前兆予告
チャンス目（同一図柄が非テンパイ形で液晶画面内に3つ停止）が停止する演出。連続するほど期待度が高くなる。3回連続で発生するとリーチ成立濃厚となる。4回以上連続で発生した場合は確変大当たり濃厚となる。
図柄ナビ予告
本作から搭載された新規演出。
泡前兆予告が発生した次の変動の際にを画面をタッチすると、次に止まる図柄のシルエットが表示される演出。通常は上段または下段に出現する。中段に出現すると再度泡前兆予告が発生するか、リーチ成立して大当たり濃厚となる。
シルエット出現と同じタイミングでマリンが出現する場合もあり、マリンのアクションで期待度が変化する。
サイレント疑似連
変動停止の際に、図柄の動きが止まらないまま次の変動に移行する演出。この演出が発生した際は保留が消化されない。
図柄停止予告
図柄が停止する際、不自然に滑って進んだり戻ったりして停止する演出。下段図柄の滑りまたは戻り、中段図柄滑りまたは戻り、上下段同時停止の3種類がある。図柄が滑って停止して泡前兆予告が発生する場合もある。
停止順変化予告
通常は上段、下段、中段の順番で図柄が停止するが、それ以外の順番で停止する演出。
変動順変化予告
変動開始時の図柄の変動方向と変動順が通常とは異なる演出。
カウントダウン予告
変動開始時にマリン及び数字が出現しカウントダウンが始まる演出。基本的に「3」から始まり「0」になるとタッチチャンスが発生する。カウントダウンが「4」以上から始まった場合や、「0」に到達する前にリーチが成立した場合は大当たり濃厚となる。
ドットキャラ演出
マリン、ワリン、サム、図柄がドットキャラクターになって画面下部に出現する演出。確変中・ST中に出現する。キャラクターやアクションによって期待度が変化する。

## チャンスボタン演出
ブレーキアクション
リーチ後から図柄停止までの間にボタンを押すと、変動中の中段図柄が反応しブレーキアクションをする演出。中段図柄の目が大きくなると期待度がやや高くなる。炎目になると期待度がさらに高くなり、ハート目になると奇数図柄での大当たり濃厚となる。
奇数昇格演出
偶数図柄が揃って昇格スクロールが発生する直前にボタンを押すと5代目ミスマリンちゃん（『CRA大海物語2 With アグネス・ラム』ではアグネス・ラム）がカットインされる演出。この演出が発生すると、大当たりラウンド中のBGMが条件を満たしていなくてもプレミアムソングが全曲開放となる。
図柄アクション予告
本作から搭載された新規演出。
リーチが成立した際に画面をタッチすると図柄が動き、アイコンを表示させる演出。アイコンは星、エクスクラメーションマーク、音符、ハートの4種類があり、音符の場合はスーパーリーチ発展濃厚（ノーマルリーチに発展した場合は大当たりまたは半コマズレ）、ハートの場合は大当たり濃厚となる。
裏タッチ演出
本作から搭載された新規演出。
マリンちゃんリーチが発生した際に画面をタッチすると、マリンが右手を振る演出。両手を振ると大当たり濃厚となる。

## リーチ演出
ノーマルリーチ
特に何も起こらないリーチ演出。期待度は低い。シングルリーチ及びダブルリーチのどちらからも発展する。通常時に半コマズレ停止をすると再始動が発生する可能性が高くなっている。ST中は期待度が高くなっており、大当たりまたは半コマズレのハズレとなる（半コマズレ停止でも再始動する場合がある）。
珊瑚礁リーチ
ラグーンステージ専用演出。
シングルリーチから発展し、画面下部から珊瑚礁が出現する演出。珊瑚礁の高さが通常よりも高い場合は期待度が高くなる。
女神像リーチ
アトランティスステージ専用演出。
シングルリーチから発展し、画面下部から女神像が出現する演出。女神像の高さが通常よりも高い場合は期待度が高くなる。
宝の山リーチ
トレジャーステージ専用演出。
シングルリーチから発展し、画面下部から宝の山が出現する演出。宝の山の高さが通常よりも高い場合は期待度が高くなる。
黒潮リーチ
シングルリーチから発展し、画面に黒潮が流れる演出。黒潮の流れが通常より速い場合は期待度が高くなる。
マリンちゃんリーチ
ダブルリーチから発展し、画面上部からマリンが登場する演出。ステージによってマリンの水着が異なる。期待度は予告により変化する。
ラグーンステージ及びアトランティスステージでは、マリンの指の間隔が通常より広いと期待度が高くなる。
トレジャーステージでは、フレームの色がオレンジ及びフレーム内の三角のマークが赤色に変化した場合は期待度が高くなる。
押しボタン演出
アトランティスステージ専用演出。
スーパーリーチに発展した際に画面にボタンアイコンが出現し、ボタンプッシュを促される演出。押すと泡または魚群が出現する。
タッチチャンス
本作から搭載された新規演出。
チャンス目（同一図柄が非テンパイ形で液晶画面内に3つ停止）が停止し泡前兆予告が発生しなかった時、カウントダウン予告が0になった時、変動開始直後、ノーマルリーチのいずれかから発生することがある。マリンが登場し強制的に奇数図柄でのシングルリーチが成立し、画面タッチを促される。画面をタッチすると奇数図柄での大当たりまたはハズレとなる。通常時に発生した場合は大当たり濃厚となる。

## プレミアム演出
泡系プレミアム
泡予告に関するプレミアム演出。数種類存在する。
ネッシィ泡
ネッシィが入った泡が出現する演出。
超泡
泡が途切れずに図柄が揃うまで出現し続ける演出。
クジラッキー泡
クジラッキーが入った泡が出現する演出。
レインボー泡
レインボー色の泡が出現する演出。
泡&魚群予告
泡予告が発生した直後に魚群予告が発生する演出。
泡割れ
泡予告が発生した直後に泡が割れる演出。
V字泡
Vの字をかたどった泡が出現する演出。
魚群系プレミアム
魚群予告に関するプレミアム演出。数種類存在する。
赤魚群
赤魚群（実際には赤色と紫色が混ざったような魚群）が出現する演出。後述のサム系プレミアムに発展する。
超魚群
魚群が途切れずに図柄が揃うまで出現し続ける演出。
逆魚群
画面左側から魚群が出現する演出。通常は画面右側から出現する。
スパイラル魚群
魚群がスパイラル状に流れる演出。
魚群&クジラッキー
魚群と一緒にクジラッキーが出現する演出。
前面魚群
魚群が図柄の前面を流れる演出。通常は図柄の後ろを流れる。
回転魚群
魚群が回転する演出。
魚群&リーチ図柄
魚群の最後尾にリーチ図柄が1体出現する演出。
クジラッキー群
魚群の代わりにクジラッキーの群れが出現する演出。
V字魚群
黄色の魚がV字になって出現する演出。
旧魚群
初代『海物語』に登場したドットの魚群が出現する演出。
スロー魚群
魚群が通常よりも遅い動きで流れる演出。
ネッシィ魚群
魚群と一緒にネッシィが出現する演出。
サム系プレミアム
各スーパーリーチ中にサムが出現すれば奇数図柄での大当たりが濃厚となる。遊パチ版では15ラウンド大当たり濃厚となる。
マッスル珊瑚礁リーチ
ラグーンステージ専用演出。
シングルリーチから発展する。珊瑚礁リーチが発生した際に、サムが画面下部から珊瑚礁を持ち上げて登場する。
マッスル女神像リーチ
アトランティスステージ専用演出。
シングルリーチから発展する。女神像リーチが発生した際に、サムが画面下部から女神像を持ち上げて登場する。
ガイコツ船長リーチ
トレジャーステージ専用演出。
シングルリーチから発展する。宝の山リーチが発生した際に、宝の山が回転しガイコツ船長が登場する。サムは登場しないが、便宜上サム系に分類される。
ダイビングリーチ
シングルリーチから発展する。黒潮リーチが発生した際に、画面右側からサムが泳いで登場する。
ポージングリーチ
ラグーンステージ及びアトランティスステージ専用演出。
ダブルリーチから発展し、マリンの代わりにサムが画面上部から登場する。
プレミアムシャッターチャンスリーチ
トレジャーステージ専用演出。
ダブルリーチから発展し、マリンの代わりにサムが水中カメラを持って画面上部から登場する。
枠外プレミアム
図柄が枠外で揃った場合、効果音の後に図柄が枠内に移動し大当たりとなる演出。必ず発生する訳ではない。
枠上プレミアム
中段図柄と下段図柄が同じ図柄で停止した際、全図柄が上方向に移動して図柄が揃った状態で戻る演出。
枠下プレミアム
中段図柄と上段図柄が同じ図柄で停止した際、全図柄が下方向に移動して図柄が揃った状態で戻る演出。
ボイスプレミアム
変動開始時などにマリン、ワリン、サム、5代目ミスマリンちゃんのいずれかのボイスが流れる演出。
サウンドプレミアム
変動音が『海物語』のものに変化する演出。
クジラプレミアム
リーチ成立時、巨大なクジラが出現する演出。
最長突破当たり
ロングリーチから発展する。機種によって発展する演出が異なる。
『CR大海物語2』では、ノーマルリーチ経由の場合はマリンが登場した後にパールフラッシュが発生し2ラウンド確変大当たりとなる。スーパーリーチ経由の場合はパールフラッシュが発生し2ラウンド確変大当たりとなる。その後は確変（大海チャンス）に突入する。2ラウンド確変大当たりが報知された直後にパールフラッシュが発生し、15ラウンド確変大当たり（大海ボーナス）に突入する場合もある。
『CRA大海物語2 With アグネス・ラム』では、パールフラッシュが発生し奇数図柄での大当たりとなる。
ボタンアイコン変化プレミアム
アトランティスステージ専用演出。
通常はボタン押下を指示するアイコンの手が人差し指一本でボタンを指しているが、手の形がグーに変化する演出。
ミスマリンカットイン
『CR大海物語2』に搭載。
リーチ成立直後に5代目ミスマリンちゃん（高杉あおい、佐々木麻衣、加藤美祐）がカットインされる演出。
アグネス・ラムカットイン
『CRA大海物語2 With アグネス・ラム』に搭載。
リーチ成立直後にアグネス・ラムがカットインされる演出。
ビタ止まり
リーチ成立中に中段の図柄が壁にぶつかったかのように停止して大当たりになる演出。
裏サメ停止
1図柄と9図柄のダブルリーチの際に中段の中央に裏4が停止する演出。停止すると再始動が発生し、1図柄か9図柄のどちらかでの大当たりとなる。
逆変動
図柄が左側から右側に変動する演出。通常は右側から左側に変動する。
上下段図柄逆変動
変動開始時、上段図柄と下段図柄が左側から右側に変動する演出。
中段図柄逆変動
リーチ成立時、中段図柄が左側から右側に変動する演出。
オール当たりプレミアム
ノーマルリーチ発展時、中段の図柄が全てリーチ図柄に変化する演出。
全回転リーチ
全図柄が揃った状態で変動する演出。図柄が停止する際は、通常は上段・下段・中段の順番で停止するが、全図柄が揃った状態で停止する。
変動全回転
回転開始時から図柄が3つ揃った状態で変動する演出。7図柄が停止する。
タッチ全回転
変動中に画面がブラックアウトし、画面タッチを促され全回転が発生する演出。奇数図柄での大当たりが濃厚となる。
ミスマリン全回転
『CR大海物語2』に搭載。
背景に5代目ミスマリンちゃんの映像が流れて全回転が発生する演出。
ブランク図柄クジラッキープレミアム
リーチ成立時、中段のブランク図柄がクジラッキーに変化する演出。
リベンジプレミアム
半コマズレハズレ時、直後に画面に映っている全図柄の表情が変化し、中段の図柄が動いて大当たりになる演出。
空動き告知
変動中にパールランプがかすかに動く演出。
背景キャラ通過予告
ラグーンステージ専用演出。
変動中に潜水艦またはクジラッキーが通過する演出。
突当たり
リーチが成立したが、リーチ成立を知らせるのボイスが流れずそのまま大当たりになる演出。
オール同図柄プレミアム
変動停止時、上段・中段・下段それぞれに同じ図柄が3つずつ停止する演出。合計で9個出現する。
親子図柄変化プレミアム
リーチ成立時、リーチになった上段図柄と下段図柄、中段の全ての図柄が親子図柄（2図柄、7図柄、8図柄）と単体図柄（1図柄、3図柄、4図柄、5図柄、6図柄、9図柄）が入れ替わる演出。
ドデカ図柄
リーチ成立時、中段に巨大化したリーチ図柄が専用の効果音とともに出現する演出。
初代海物語リーチ
珊瑚礁リーチ及びマリンちゃんリーチが、初代『海物語』のグラフィックに変化する演出。
即当たり
リーチ成立直後に全図柄がバウンドストップして大当たりになる演出。
タッチアイコン変化プレミアム
本作から搭載された新規演出。
タッチアイコンに表示されている手の形が通常と異なる演出。ピースサインなどがある。
ブラックアウトプレミアム
変動中に突如ブラックアウトが発生しボタンプッシュを促される演出。ボタンを押すとパールフラッシュが発生し奇数図柄での大当たりとなる。
背景矛盾演出
『CRA大海物語2 With アグネス・ラム』に搭載。
STが決められた回数の消化が終わっても時短に移行せず、そのままSTが続く演出。
3・4・1図柄停止
『CRA大海物語2 With アグネス・ラム』に搭載。
中央列に3・4・1図柄が停止する演出。発生すると大当たり濃厚となる。
キングクジラッキーリーチ
『CRA大海物語2 With アグネス・ラム』に搭載。本作から搭載された新規演出。
キングクジラッキー図柄がリーチになる演出。発展した時点で15ラウンド大当たりが濃厚となる。

## 大当たりラウンド演出

### 大当たりラウンド中
ラブリーチャンス
『CR大海物語2』に搭載。
通常大当たりのラウンド中に発生する昇格演出。マリンが出現し画面タッチが促される。パールフラッシュが発生すれば確変大当たりとなる。通常は7ラウンド目に発生するが、それ以外のラウンドで発生すると昇格濃厚となる。
保留連チャン示唆演出
『CRA大海物語2 With アグネス・ラム』に搭載。
大当たりラウンド中に突如ブラックアウトが発生し画面タッチが促される演出。タッチすると図柄が出現し、その図柄が揃う保留のランプが点滅する。キングクジラッキー図柄が出現する場合もある。点滅しているランプの手前で大当たりになることもあり、その場合も点滅している保留でも大当たりに突入する。

### 大当たりラウンド終了後
エンディングチャンス
『CR大海物語2』に搭載。
通常大当たり時のエンディング画面で確変が告知される演出。
「いつものラウンド」の場合は、エンディング画面で「もう1回」の文字とともにサムが登場して告知される。
その他の楽曲を選択した場合は、エンディング画面で「もう1回」の文字とともに5代目ミスマリンちゃんのカットインが発生して告知される。
金魚群
大当たりラウンド終了後のエンディング画面で金魚群が出現する演出。保留内で奇数図柄揃いの大当たりが濃厚となる。
ボタンプッシュ予告
大当たりラウンド終了後のエンディング画面でボタンプッシュが促される演出。ボタンを押すと金魚群が出現する。
背景変化
偶数図柄揃いの大当たりでいつものラウンドのエンディング画面での背景に変化が起こる演出。水面が光っている場合は確変昇格の期待度が高くなる。
アグネスチャンス
『CRA大海物語2 With アグネス・ラム』に搭載。
大当たりラウンド終了後のエンディング画面でチャンスタイム回数（ST＋時短）の替わりにアグネス・ラムのサインが表示される演出。保留内での大当たりが濃厚となる。

## その他演出
再始動
リーチが外れた際に、中段図柄が再び動き出して大当たりになる演出。ダブルリーチで発生した場合は奇数図柄での大当たりとなる。
昇格スクロール
偶数図柄が揃った直後に図柄が高速に動き出して奇数図柄に昇格する演出。
マリンちゃん2段階
マリンちゃんリーチで偶数図柄が揃った直後、マリンが掛け声とともに中段図柄をビンタして再始動が起き、もう片方のリーチ図柄である奇数図柄揃いの大当たりになる演出。
バウンドストップ
『CR大海物語2』に搭載。時短中専用演出。
チャンス目（同一図柄が非テンパイ形で液晶画面内に3つ停止）が停止した際に泡前兆予告が発生せずに、図柄がバウンドして停止する演出。この演出が発生すると、時短から確変（大海チャンス）に移行する。
ロングリーチ
ノーマルリーチやスーパーリーチが止まらず長く変動し続ける演出。最長突破当たりに発展する。
法則崩れ
さまざまな予告で発生する。予告なしからスーパーリーチに発展する、魚群予告からノーマルリーチに発展する、大泡予告からスーパーリーチに発展するなどがあり、発生すると大当たり濃厚となる。

## 待機画面演出
魚群チェック
その日の魚群が出現した変動において、魚群が出現した全変動回数に対する大当たりが占めた割合が、「その日の魚群の調子」として5段階で評価される。大当たりが占めた割合が多いほど調子がいいとみなされる。
大当り履歴
過去の大当たり時の液晶図柄、ステージ、回転数、演出の履歴を見ることができる。
魚群占い
泡や魚群による占いを遊ぶことができる。ただし、占いの結果は実戦結果を予告するものではない。

## パールフラッシュ
画面上部にある役物。変動時の一発告知としての機能を果たしており、演出が発生した時点で大当たり濃厚となる。大当たりラウンド中やエンディング時の昇格演出としても使用されている。一発告知にはショートとロングの2種類があり、ショートは大当たり濃厚、ロングは奇数図柄での大当たり濃厚となる。

## 大当たり・確変・時短

### CR大海物語2
確変ループ機となっており、大当たりラウンド終了後は基本的に奇数図柄大当たりだと確変に突入し、偶数図柄大当たりだと時短に突入する（MTEとMTLは100回、LTKは70回）。ただし、偶数図柄で当たってもラウンド中にSUPER LUCKYに昇格する場合がある。2ラウンド確変大当たりも搭載されており、3・4・1図柄停止で突入する。2ラウンド確変大当たり終了後は確変（本作より大海チャンスという名称が付けられた）に突入する。3・4・1図柄停止直後にパールフラッシュが発生し15ラウンド確変大当たり（大海ボーナス）に突入する場合もある。また、時短中でも内部確変になっていることもあり、その場合は時短終了前までに図柄のバウンドストップが発生し確変（大海チャンス）に突入する。LTKのみ通常大当たりの場合は13ラウンドとなる。

### CRA大海物語2 With アグネス・ラム
ST機となっており、大当たりラウンド終了後は必ず5回のSTと時短に突入する。時短の回数は図柄によって異なる。電サポ回数は基本的に奇数図柄が50回で偶数図柄が25回だが、偶数図柄で当たってもLUCKYのまま昇格演出なしで電サポ50回に突入することがある。

## プレミアムラウンド

### CR大海物語2
- 1回目：いつものラウンド
- 2連荘達成：マリンが歌う「海物語 〜Go!Go! SEA STORY〜」
- 3連荘達成：マリンが歌う「〜春〜 ありがとう」、5代目ミスマリンちゃんが歌う「輝け パールフラッシュ!」
- 5連荘達成：マリンが歌う「〜夏〜 ドキドキ☆サマードライブ」、5代目ミスマリンちゃんが歌う「GREAT SEA STORY」
- 7連荘達成：マリンが歌う「〜秋〜 コスモスはぁと」
- 10連荘達成：マリンが歌う「〜冬〜 ドットdeマリン.」、マリンが歌う「春・夏・秋・冬 〜Sea Story〜」
- 6連荘達成時にサム系プレミアムで大当たり：マリン（葉月ゆら）が歌う「ラブ⭐︎ダッシュ」
- 9連荘達成時にサム系プレミアムで大当たり：マリンが歌う「LOVE☆YOU★SMILE」
- 季節の島をゴールする（24連荘達成）：マリンが歌う「明日への道しるべ」

### CRA大海物語2 With アグネス・ラム
- 1回目：いつものラウンド
- 2連荘達成：マリンが歌う「〜春〜 ありがとう」
- 3連荘達成：マリンが歌う「〜夏〜 ドキドキ☆サマードライブ」、マリンが歌う「海物語 〜Go!Go! SEA STORY〜」
- 4連荘達成：マリンが歌う「〜秋〜 コスモスはぁと」
- 5連荘達成：マリン（葉月ゆら）が歌う「『だいすき』って気持ち 〜ハワイアンバージョン〜」、マリンが歌う「〜冬〜 ドットdeマリン.」
- 15連荘達成：マリンが歌う「明日への道しるべ」
- 15ラウンド大当たり突入：マリンが歌う「きっと。。。魚群」

## スペック
| 型式                         | 型式                         | MTE                                  | MTL                                   | LTK                                  | SAA（With アグネス・ラム）                                                                             |
| ---------------------------- | ---------------------------- | ------------------------------------ | ------------------------------------- | ------------------------------------ | --- |
| 特賞種別                     | 特賞種別                     | デジパチ                             | デジパチ                              | デジパチ                             | デジパチ                                                                                               |
| 大当たり確率                 | 通常時                       | 1/348.596                            | 1/309.132                             | 1/378.821                            | 1/99.902                                                                                               |
| 大当たり確率                 | 高確率時                     | 1/34.860                             | 1/30.913                              | 1/37.882                             | 1/9.990                                                                                                |
| タイプ                       | タイプ                       | ミドル                               | ミドル                                | マックス                             | 遊パチ                                                                                                 |
| 賞球数                       | 賞球数                       | 3 & 10 & 15                          | 3 & 10 & 14                           | 3 & 10 & 15                          | 3 & 10 & 13                                                                                            |
| ラウンド・カウント数         | ラウンド・カウント数         | 15R or 2R・8C                        | 15R or 2R・8C                         | 15R or 13R or 2R・10C                | 15R or 6R or 4R・9C                                                                                    |
| 大当たりシステム             | 大当たりシステム             | 確変ループ                           | 確変ループ                            | 確変ループ                           | ST |
| 確変突入率                   | 確変突入率                   | 62/100（62%）                        | 60/100（60%）                         | 60/100（60%）                        | 100/100（100%、ST5回）                                                                                 |
| 大当たりの内訳（始動口共通） | 大当たりの内訳（始動口共通） | 15R確変：54% 2R確変：8% 15R通常：38% | 15R確変：50% 2R確変：10% 15R通常：40% | 15R確変：55% 2R確変：5% 13R通常：40% | 15R（ST5回+時短95回）：4% 6R（ST5回+時短45回）：60% 4R（ST5回+時短45回）：5% 4R（ST5回+時短20回）：31% |
| 大当たり出玉                 | 大当たり出玉                 | 1560個                               | 1440個                                | 15R：1940個 13R：1680個              | 15R：1620個 6R：640個 4R：430個                                                                        |
| リミット                     | リミット                     | なし                                 | なし                                  | なし                                 | なし                                                                                                   |
| 電サポ                       | 確変                         | 確変大当たり終了後次回まで           | 確変大当たり終了後次回まで            | 確変大当たり終了後次回まで           | 大当たり終了後ST5回                                                                                    |
| 電サポ                       | 時短                         | 通常大当たり終了後100回              | 通常大当たり終了後100回               | 通常大当たり終了後70回               | ST終了後95回・45回・20回                                                                               |
| 保留の数                     | 保留の数                     | 上始動口4個+下始動口4個              | 上始動口4個+下始動口4個               | 上始動口4個+下始動口4個              | 上始動口4個+下始動口4個                                                                                |
| 保留の優先消化               | 保留の優先消化               | なし（入賞順に消化）                 | なし（入賞順に消化）                  | なし（入賞順に消化）                 | なし（入賞順に消化）                                                                                   |